# سي. ريتشارد فيور
سي. ريتشارد فيور هو سياسي أمريكي، ولد في 18 يوليو 1931، وتوفي في 12 يوليو 2003. نشط حزبياً في الحزب الجمهوري. وقد انتخب عضو جمعية نيوجيرسي العامة ‏.